# Strokkur (bergstopp i Island)
Strokkur är en bergstopp i republiken Island. Den ligger i regionen Suðurland, 70 km öster om huvudstaden Reykjavík. Toppen på Strokkur är 517 meter över havet.
Trakten runt Strokkur är nära nog obefolkad, med mindre än två invånare per kvadratkilometer. Närmaste större samhälle är Reykholt, omkring 18 kilometer söder om Strokkur. Trakten runt Strokkur består i huvudsak av gräsmarker.